# Samoa Amerykańskie na Letnich Igrzyskach Olimpijskich 2008
Samoa Amerykańskie na XXIX Letnie Igrzyska Olimpijskie w Pekinie reprezentowała czwórka sportowców w trzech dyscyplinach sportu.
Był to szósty start Samoa Amerykańskiego na letnich igrzyskach olimpijskich.

## Reprezentanci

### Lekkoatletyka
- bieg na 100 m mężczyzn: Shanahan Sanitoa – odpadł w eliminacjach (80. czas)

### Judo
- kategoria do 63 kg kobiet: Silulu Aʻetonu – odpadła w I rundzie (porażka przez ippon z Niemką Anną von Harnier)[2]

### Pływanie
- 50 m stylem dowolnym kobiet: Virginia Farmer – odpadła w eliminacjach (62. czas)
- 50 m stylem dowolnym mężczyzn: Stewart Glenister[3] – odpadł w eliminacjach (71. czas)